# Gaius Fabius Dorso Licinus
Gaius Fabius Dorso Licinus entstammte der römischen Adelsfamilie der Fabier und war 273 v. Chr. Konsul.
Es ist wegen seines ersten Beinamens zu vermuten, dass Gaius Fabius Dorso Licinus ein Enkel des Konsuls von 345 v. Chr., Marcus Fabius Dorsuo, war. Aufgrund seines zweiten Cognomens dürfte er der Vater des Konsuls von 246 v. Chr., Marcus Fabius Licinus, gewesen sein.
Zum Konsul wurde Fabius zusammen mit Gaius Claudius Canina 273 v. Chr. gewählt.